# جيف غود
جيف غود (بالإنجليزية: Jeff Goode)‏ هو واضع كلمات الأوبرا وكاتب وكاتب سيناريو أمريكي، ولد في 1980 في لوس أنجلوس في الولايات المتحدة.

## وصلات خارجية
- الموقع الرسمي
- جيف غود على موقع IMDb (الإنجليزية)